# Războiul sârbo-bulgar
Războiul sârbo-bulgar (în bulgară Сръбско-българска война, transliterat: Srăbsko-bălgarska voina; în sârbă Српско-бугарски рат, Srpsko-bugarski rat) a fost un conflict armat între Serbia și Bulgaria (stat aflat nominal încă sub suzeranitate otomană) ce a izbucnit la 2/14 noiembrie 1885 și a durat până la 16/28 noiembrie 1885. Tratatul de pace s-a semnat la 19 februarie/3 martie 1886 la București. Ca urmare a războiului, puterile europene au recunoscut  unificarea Bulgariei ce avusese loc la 6/18 septembrie 1885.

## Context

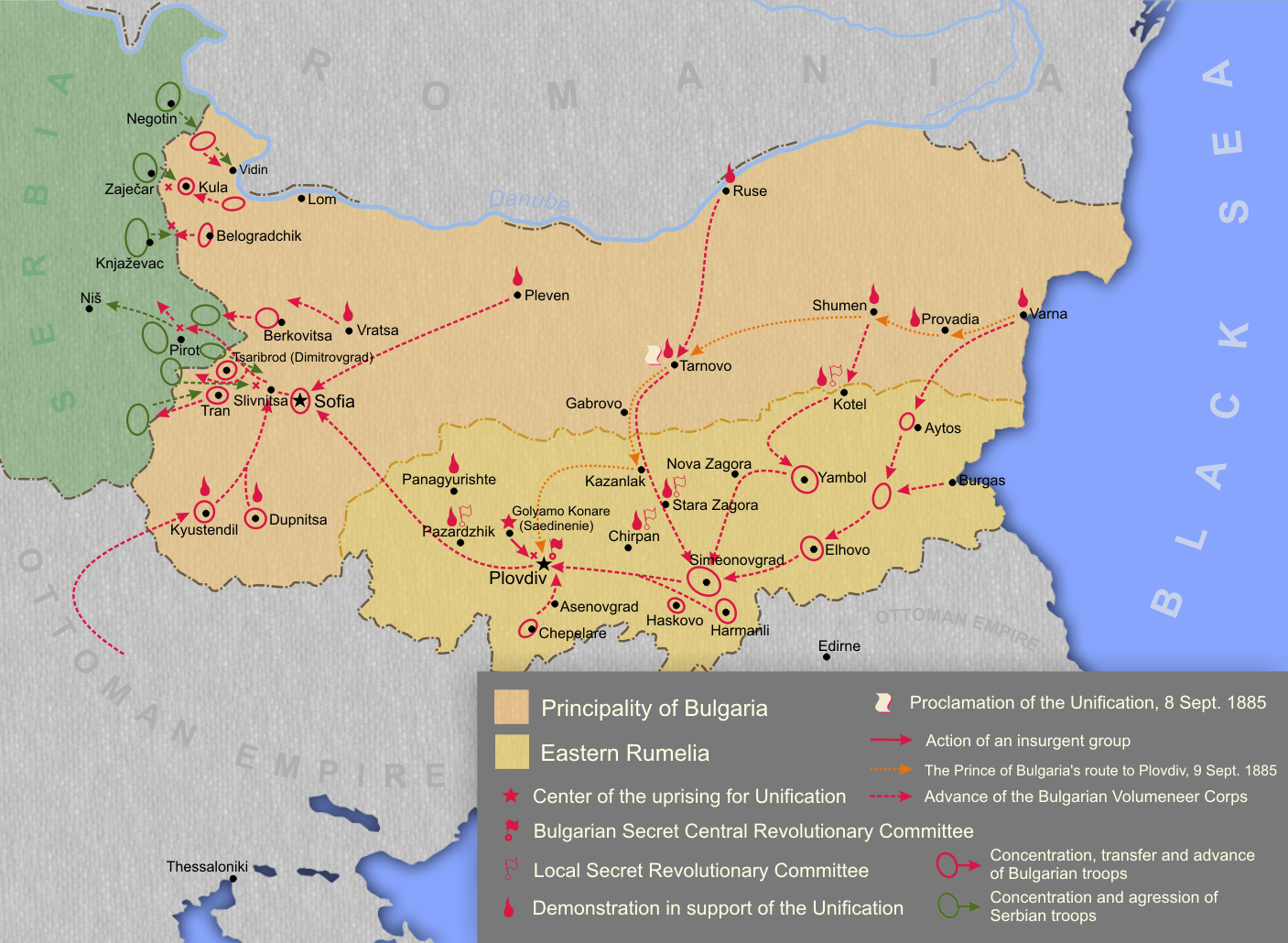
Unificarea Bulgariei și Războiul sârbo-bulgar

La 6/18 septembrie 1885, Bulgaria și provincia Rumelia Orientală, ambele părți componente semiautonome ale Imperiului Otoman și-au proclamat unificarea în orașul Plovdiv. Rumelia Orientală, regiune cu populație majoritar bulgară, era o construcție artificială realizată la Congresul de la Berlin cu șapte ani mai înainte. Unificarea a avut loc împotriva voinței Marilor Puteri, inclusiv a Rusiei. Imperiul Austro-Ungar își extindea influența în Balcani și s-a opus. Vecinul Bulgariei de la vest, Serbia, se temea că acest stat mare ar putea să-i reducă puterea politică și militară în regiune. Regele sârb Milan I era, în plus, iritat de faptul că unii conducători ai opoziției sârbe, precum Nikola Pašić, care scăpaseră de persecuții în urma Răscoalei din Timok, se adăpostiseră în Bulgaria.
După proclamarea unificării Bulgariei, au izbucnit proteste de masă în Grecia, grecii temându-se de apariția unui stat bulgar mare în Balcani și cerând guvernului lor să declare război Bulgariei. Serbia i-a propus Greciei să efectueze o acțiune militară comună împotriva Bulgariei, dar guvernul grec a refuzat.

## Desfășurarea războiului

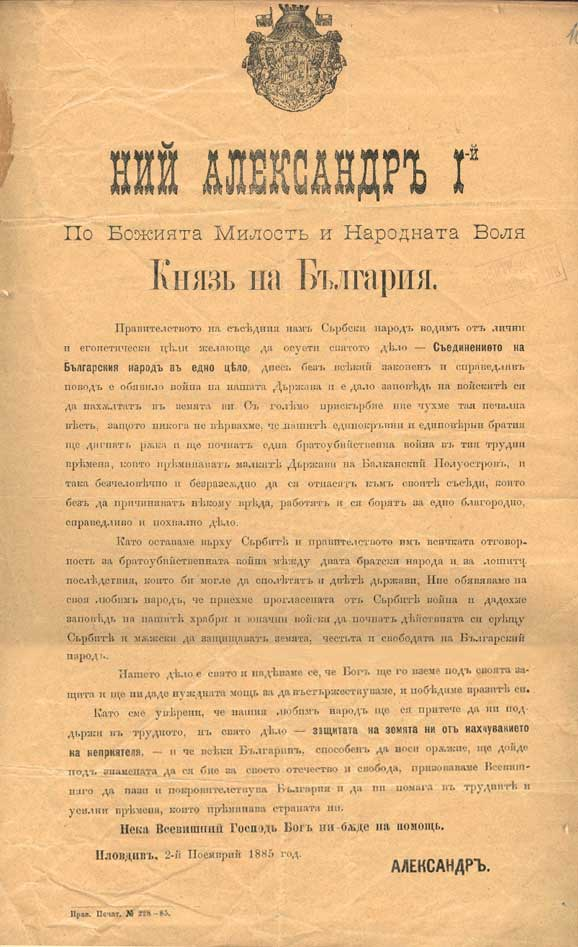
Manifestul principelui Alexandru al Bulgariei prin care declara Războiul Sârbo-Bulgar la

Cum Austro-Ungaria îi promisese achiziții teritoriale pe seama Bulgariei (în schimbul unor concesiuni în Balcanii de Vest), Milan I a declarat război Bulgariei la 2/14 noiembrie 1885. Strategia militară s-a bazat mult pe elementul surpriză, întrucât Bulgaria se aștepta mai mult la un atac din partea puterii suzerane, Imperiul Otoman, și își masase forțele spre frontiera sud-estică.
Pretextul a fost o dispută minoră de frontieră, denumită „chestiunea Bregovo”. Râul Timok, care forma parte din frontiera între cele două țări, își modificase puțin cursul de-a lungul anilor. Ca urmare, un pichet sârbesc de frontieră de lângă satul Bregovo ajunsese pe malul bulgăresc al râului. După respingerea unor cereri ale Bulgariei de a evacua pichetul, armata bulgară i-a expulzat cu forța pe grănicerii sârbi.
Otomanii nu au intervenit în conflict, iar înaintarea armatei sârbești a fost oprită după bătălia de la Slivnița⁠(en)[traduceți]. Grosul armatei bulgare s-a deplasat de la frontiera otomană din sud-est până la cea sârbească din nord-vest pentru a apăra capitala Sofia. După bătăliile defensive de la Slivnița și Vidin (a cărui apărare fusese organizată de Atanas Uzunov), Bulgaria a trecut în ofensivă, ocupând orașul Pirot. În acest moment, Austro-Ungaria a intervenit, amenințând cu intrarea în război de partea Serbiei în caz că trupele bulgare nu se retrag. Nu au avut loc modificări teritoriale, dar conferința de pace a dus la recunoașterea internațională a unificării Bulgariei. Relațiile de încredere și prietenie dintre sârbi și bulgari, construite de-a lungul timpului în lupta lor comună împotriva dominației otomane, au fost însă iremediabil deteriorate.